# سیارک ۸۵۷۵
سیارک ۸۵۷۵ (به انگلیسی: 8575 Seishitakeuchi، نامگذاری:1996VL8) هشت هزار و پانصد و هفتاد و پنجمین سیارک کشف شده‌است که در ۷ نوامبر ۱۹۹۶ کشف شد.
قدر مطلق سیارک برابر ۱۴٫۴۰ است.